# Morolica (kommun)
Morolica är en kommun i Honduras.   Den ligger i departementet Choluteca, i den södra delen av landet, 60 km sydost om huvudstaden Tegucigalpa. Antalet invånare är 5 035.